# Passion and Warfare
Albums de Steve Vai
Flex-Able
(1984) Sex & Religion
(1993)
Passion and Warfare est un album studio de Steve Vai paru en 1990. 
En 2016, Steve Vai sort une réédition de l'album pour le 25e anniversaire de sa sortie et l'accompagne d'un album bonus, intitulé Modern Primitive, qui contient un ensemble de morceaux composés entre la sortie de Flex-Able et celle de Passion and Warfare. Vai décrit cet album comme le lien manquant entre Flex-Able et Passion and Warfare,.

## Pistes
| No  | Titre                     | Durée |
| --- | ------------------------- | ----- |
| 1.  | Liberty                   | 2:02  |
| 2.  | Erotic Nightmares         | 4:13  |
| 3.  | The Animal                | 3:55  |
| 4.  | Answers                   | 2:41  |
| 5.  | The Riddle                | 6:22  |
| 6.  | Ballerina 12/24           | 1:45  |
| 7.  | For the Love of God       | 6:02  |
| 8.  | The Audience Is Listening | 5:30  |
| 9.  | I Would Love To           | 3:40  |
| 10. | Blue Powder               | 4:44  |
| 11. | Greasy Kid's Stuff        | 2:57  |
| 12. | Alien Water Kiss          | 1:10  |
| 13. | Sisters                   | 4:07  |
| 14. | Love Secrets              | 3:35  |

## Liens
- Ressources relatives à la musique :   - AllMusic
  - Discogs
  - MusicBrainz (groupes de sorties)